# Sin él
Sin él es el álbum debut de la cantante Marisela, grabado y publicado en 1984.  
El álbum fue lanzado al mercado por Profono CBS en el año 1984 después de que conoce al mexicano Marco Antonio Solís, vocalista del grupo mexicano Los Bukis, quien compone y produce el disco, contiene hermosas baladas románticas [cita requerida].
El álbum consigue disco de platino, diamante y uranio por las elevadas ventas con aproximadamente 9 millones de copias vendidas en todo el mundo,[cita requerida] y llegando a ser uno de los discos más importantes a mediados de la década de los 80's [cita requerida], además, la revista Billboard reconoce a Marisela como la única cantante latina que posicionó los diez temas del álbum consecutivamente en los primeros lugares por más de 30 semanas [cita requerida]. Todas las canciones del álbum fueron éxitos, sobre todo "La pareja ideal" a dúo con el señor Solís, considerándose como el mejor dueto de la década ochentera [cita requerida]”.

## Lista de canciones
1. Ya no te vayas - 3:59
2. Vete mejor - 3:33
3. No puedo olvidarlo - 4:03
4. La pareja ideal (con Marco Antonio Solís) - 3:30
5. El chico aquel - 3:41
6. Sin él - 3:35
7. Si no te hubieras ido (Con coros de Marco Antonio Solís) - 4:57
8. Prefiero ir sola - 3:20
9. Dios bendiga nuestro amor - 3:13
10. Vete con ella - 3:57

- Datos: Q6129053